# Forte de Nossa Senhora da Conceição de Ormuz

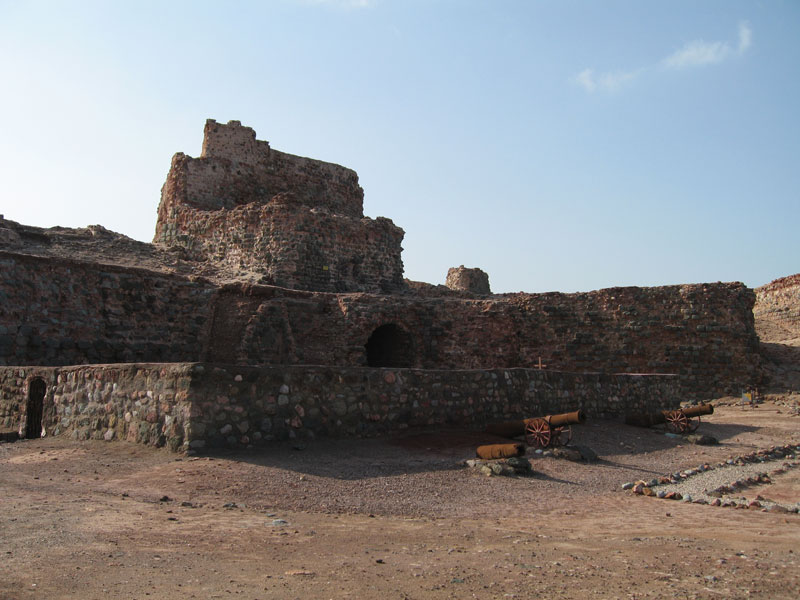
Forte de Nossa Senhora da Conceição de Ormuz, Irão: aspecto das ruínas

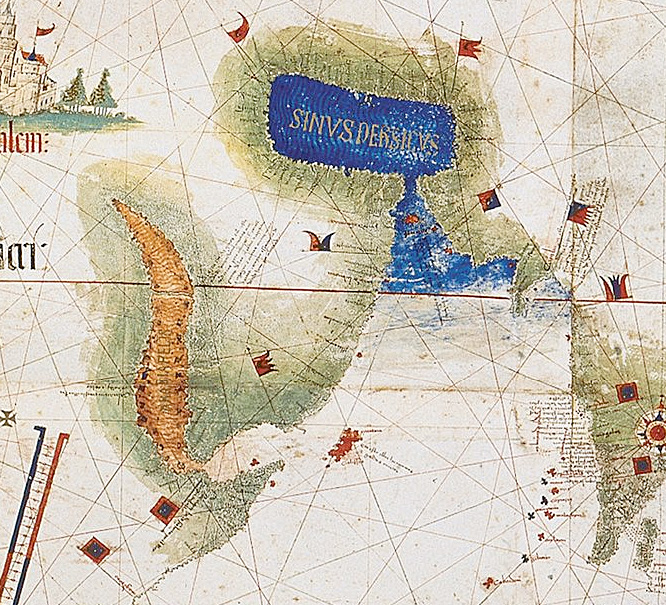
Mar Vermelho, vendo-se a ilha de Socotorá e o Golfo Pérsico (azul) com o estreito de Ormuz (Planisfério de Cantino, 1502)

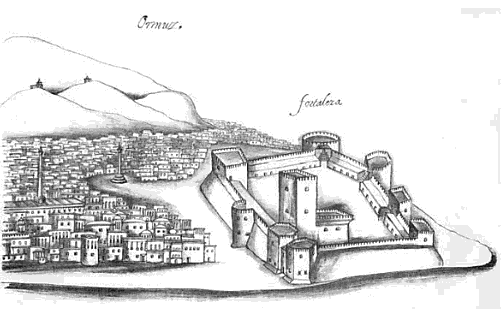
Fortaleza de Ormuz (Gaspar Correia. "Lendas da Índia", c. 1556)

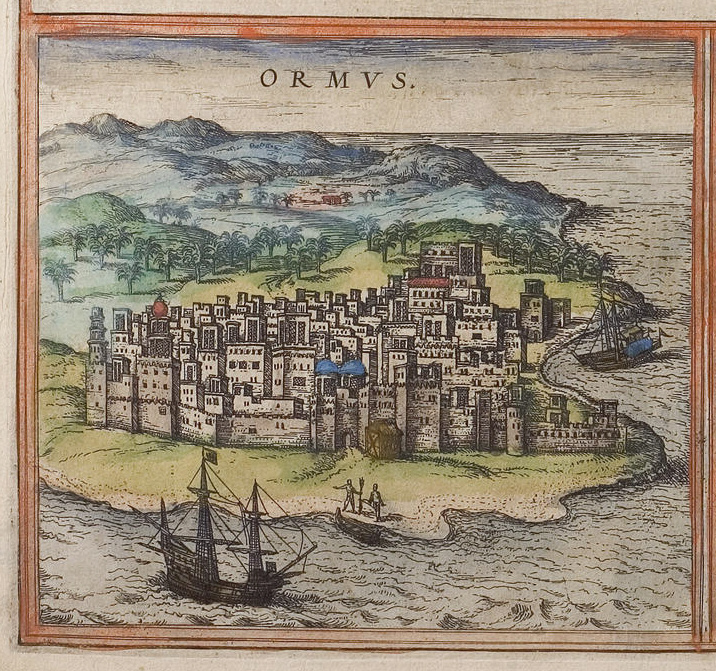
"Ormus" (Braun e Hogenberg. "Civitates Orbis Terrarum", 1572)

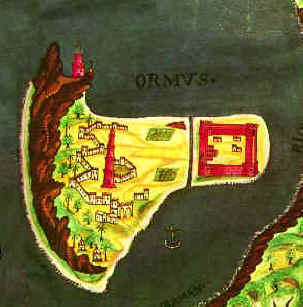
Detalhe da ilha e fortaleza de Ormuz no mapa do estreito de Ormuz (Descrições das Fortalezas da Índia Oriental, 1635)

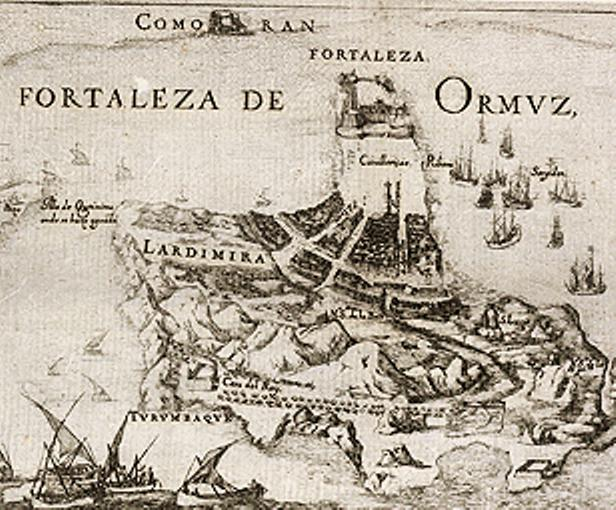
Forte de Ormuz, século XVII

O Forte de Nossa Senhora da Conceição de Ormuz localiza-se na ilha de Gerun, no estreito de Ormuz, atual República Islâmica do Irão. Ormuz foi uma importante cidade marítima e um pequeno reino próximo à entrada do golfo Pérsico. O primitivo sítio da cidade era na margem norte do Golfo, a cerca de 30 milhas a leste da atual Bandar Abbas. Por volta de 1300, aparentemente em função de ataques Tártaros, foi transferida para a pequena ilha de Gerun, que pode ser identificada como a Organa de Nearcho, aproximadamente 12 milhas a oeste e a 5 milhas da costa.

## História

### Antecedentes
Na seqüência da afirmação da presença portuguesa na Índia, compreendeu-se a importância do controle do comércio com a península Arábica. Impôs-se assim a conquista de Ormuz, por sua posição estratégica, dominando a entrada do golfo Pérsico. A outra rota passava por Adém, próximo ao Babelmândebe, por onde se acede o mar Vermelho.
Ormuz constituía-se em um dos mais importantes centros comerciais da região, em seu mercado sendo trocadas cavalos e pérolas, de tal como que viria a ser considerada por Afonso de Albuquerque como a "terceira chave" do Império Português na Ásia, juntamente com as praças-fortes de Goa e Malaca.

### O Forte de Nossa Senhora da Vitória
Albuquerque fez a primeira tentativa para controlá-la em 1507. À frente de uma pequena frota de sete navios com uma força de quinhentos homens, dirigiu-se a Ormuz, tendo no percurso conquistado as cidades de Curiate, Mascate e Corfação e aceitado a submissão das cidades de Kalhat e Soar.
A frota portuguesa ancorou diante da cidade; o seu governante estava preparado para um ataque, contando com um efetivo que ascendia a de 15 a 20 mil homens de armas. Sem se intimidar, Albuquerque intimou-o a prestar-lhe homenagem e a tornar-se vassalo do rei de Portugal. Recebeu uma resposta evasiva, numa clara tentativa de ganhar tempo nas negociações. Ao final de três dias de espera, a artilharia portuguesa entrou em ação, tendo destruído a frota de Ormuz. Vendo as suas forças destroçadas, o soberano de Ormuz solicitou uma trégua oferecendo a cidade aos portugueses. Desse modo, Albuquerque concluiu, em setembro de 1507, um tratado pelo qual o soberano de Ormuz deveria pagar um tributo anual ao rei de Portugal. Como fruto desse acordo, iniciou ainda uma fortificação, cuja pedra fundamental foi lançada em 24 de outubro desse mesmo ano, sob a invocação de Nossa Senhora da Vitória.
Os trabalhos terão ficado a cargo do mestre de pedraria Tomás Fernandes.
Durante esses trabalhos registou-se o chamado "Motim dos Capitães", um episódio de insubordinação que culminou com a deserção de três capitães portugueses. Estes, com o apoio do soberano de Ormuz, deram combate às forças de Albuquerque no início de janeiro de 1508. Após alguns dias de batalha, Albuquerque e os seus viram-se forçados a retirar da cidade, abandonado o forte em construção.

### O Forte de Nossa Senhora da Conceição
Em março de 1515, Albuquerque retornou a Ormuz, à frente de uma frota de 27 navios, com um efetivo de 1 500 soldados portugueses e 700 malabares, determinado a reconquistá-la. Bem sucedido, ocupou a posição da antiga fortaleza em 1 de abril, retomando a sua construção, agora sob a invocação de Nossa Senhora da Conceição.
Nessa época, os principais portos do golfo Pérsico e da Arábia, tais como Julfar, Barém, Calaiate, Mascate, Catifa (al Qatif), Corfação, e as ilhas de Queixome e Lareca, encontrava-se sob o domínio do reino de Ormuz. Com a sua queda, todas as cidades e portos da região tornaram-se tributárias do rei de Portugal: o reino de Ormuz permaneceu como uma potência regional, em articulação com o Estado Português da Índia. Sob esta fórmula, a presença portuguesa na região estendeu-se por mais de um século, até aos anos de 1620-1650.
Um documento coevo relaciona os portos que pagavam tributo a Portugal: Aigom e Docer "portos que estam na barra de terra firme", Brahemim "porto que esta de fora da ilha d'Oromuz na terra firme", Tezer "lugar na terra firme", Beabom, Borate, Jullfar (Julfar), Calaiate (Qalhat), Corfação (Khor Fakkan), Caçapo, Broqete "na ilha Qeixa", Lafete "na ilha Qeixa", Qeixa "na ilha Qeixa", Garpez "na ilha Qeixa", Rodom, Costaque, Chagoa, Callecazei e Lebedia (in: Rendimento da cidade de Oromuz e seus reinos, 1515.)
Em 1521, o soberano de Ormuz rebelou-se contra o domínio português, mas foi derrotado e destronado, um novo governante aliado tendo ocupado o seu lugar.
Em 1523, D. Luís de Menezes ocupou Soar, que havia se revoltado e, após fazê-lo, prosseguiu para Queixome, onde um novo tratado foi celebrado com o novo governante, em virtude do qual uma feitoria portuguesa foi ali estabelecida.
Em 1526, o Vice-rei da Índia, Lopo Vaz de Sampaio (1526-1529), submeteu Mascate e Khalat que haviam se revoltado.
Em 1528 Cristóvão de Mendonça era Capitão-mor da Fortaleza de Ormuz.
Em 1542-1543, a totalidade das receitas aduaneiras de Ormuz foi destinada ao rei de Portugal.
O período entre 1550 e 1560 foi de guerra contínua com os Turcos pela supremacia no Golfo Pérsico.
Em 1550-1551, os Portugueses conquistaram aos Turcos o Forte de El Katiff (Al Qatif) na Arábia. Em 1551-1552, os Turcos atacaram e saquearam Mascate. Com a sua retomada pelos portugueses e para complemento da defesa de Ormuz, foi iniciada a Fortaleza de Mascate. 
Em 1559, os Turcos sitiaram os Portugueses no Forte de Barém, mas, após vários meses de cerco, foram forçados à retirada.
Data deste período, o final da década de 1550, a intervenção do arquiteto obidense Inofre de Carvalho na fortificação de Ormuz.

### A Dinastia Filipina
No contexto da Dinastia Filipina, as possessões portuguesas em todo o mundo tornaram-se alvo de ataques dos inimigos de Espanha, e no golfo Pérsico, particularmente dos Ingleses.
Neste período conturbado, os eventos sucederam-se rapidamente, até à perda das praças portuguesas e do controle da região.
Em 1581, Mascate foi uma vez mais arrasada pelos Turcos. No ano seguinte (1582), o soberano de Lara (a ilha de Larack, vizinha a Ormuz), que se revoltara, impôs cerco à Fortaleza de Ormuz. Os Portugueses, entretanto, conseguiram rechaçar os invasores e, a seu turno, impuseram cerco ao Forte de Xamel, em Lara, que conquistaram.
Finalmente, em 1588, a Fortaleza de Mascate estava reconstruída e a cidade fortificada, assim como havia sido erguida uma fortificação próximo a Matara – o Forte de Matara.
Por volta de 1591, com planos de Giovanni Battista Cairati, as defesas da fortaleza de Ormuz foram reforçadas.
O abastecimento de água potável de Ormuz era feito a partir dos poços em Comorão, na costa persa. Aqui os Portugueses mantiveram um forte (Forte de Comorão), que capitulou ante os persas em 22 de setembro de 1614.
Em 1616, Soar, que havia se revoltado uma vez mais, foi capturada por uma frota Portuguesa e o seu soberano, executado.
Em 1619, a fortaleza de Ormuz contava com um efetivo estimado entre quinhentos a setecentos soldados.
Em janeiro de 1619, Rui Freire de Andrada, "General do Mar de Ormuz e costa da Pérsia e Arábia", partiu de Lisboa para a região, com instruções para dispersar os Ingleses, que haviam fundado uma feitoria em Jâsk desde 1616, pressionando os Persas, em parte desalojando-os da guarnição em Queixome e ali erguendo uma fortificação portuguesa. A armada fundeou em Ormuz a 20 de junho de 1620.
Em 1620 forças portuguesas sob o comando de Gaspar Pereira Leite erguem o Forte de Corfação.
Em 8 de maio de 1621, forças portuguesas sob o comando de Rui Freire de Andrada iniciam a construção do Forte de Queixome, para assegurar o suprimento de água potável para Ormuz. Este ato foi considerado como um sinal de hostilidade declarada pelo Xá da Pérsia, que, em 1622, com o apoio de forças árabes, consegue capturar Julfar aos Portugueses.
Na seqüência da queda do Forte de Queixome (11 de fevereiro de 1622), uma flotilha do Xá Abas I, com mais de 3 000 homens e o apoio de seis embarcações Inglesas, colocaram cerco ao Forte de Ormuz (20 de fevereiro). Os Persas ofereceram ao comandante português da praça a ilha de Queixome em troca de 500 000 patacas e o porto de Julfar, na costa da Arábia, recém-conquistado aos portugueses. A oferta, entretanto, foi recusada e, em poucos meses, Ormuz era perdida para os Persas e seus aliados Ingleses (3 de maio). A guarnição e a população portuguesa na ilha, cerca de 2 000 pessoas, foram enviadas para Mascate.

### As tentativas de reconquista
Ainda por uma década as forças Portuguesas, sob o comando de Rui Freire de Andrada, empreenderam diversas tentativas para reconquistar a fortaleza de Ormuz: militarmente em 1623, 1624, 1625 e 1627, e diplomaticamente em 1631, todas sem sucesso.
Com a queda de Ormuz, os Portugueses fixaram a sua nova base em Mascate, estabelecendo em 1623 uma feitoria em Baçorá, na foz do rio Eufrates. Nesse mesmo ano, Rui Freire de Andrada reocupou o Forte de Soar, perdido no ano anterior para os Persas e uma nova base de operações foi estabelecida em Caçapo na península de Moçandão.
Em 1624, o Forte de Quelba foi conquistada por Gaspar Leite; nesse mesmo ano, em maio, Mateus de Seabra conquistou o Forte de Mada. Em 1624-1625, na sequência da assinatura de um tratado com os Persas, uma feitoria e uma fortificação foram estabelecidas em Congo (Bandar Kong), na costa Persa do golfo Pérsico.
Finalmente, em 1631, os Portugueses ergueram o Forte de Julfar, importante ponto estratégico na península de Moçandão: durante o domínio português esta cidade conheceu um período de grande prosperidade, na qualidade de entreposto comercial regional.
O principal personagem deste período na região, Rui Freire de Andrada, faleceu em Setembro de 1633, sendo sepultado na Igreja de Santo Agostinho, em Mascate. Após a sua morte, no período que se estendeu até 1635, tratados de paz foram celebrados com os Persas e com os Ingleses.
De modo geral, considera-se que a presença Portuguesa no Golfo Pérsico ficou mais estável após a queda da fortaleza de Ormuz. De fato foram fundadas uma série de fortificações e feitorias como as de Soar, Julfar, Doba, Libédia, Mada, Corfação, Caçapo, Congo (Bandar Congo) e Baçorá.
Em Agosto de 1648, os Árabes impuseram cerco a Mascate e, em 31 de outubro, um tratado foi celebrado entre Árabes e Portugueses: pelos seus termos, estes últimos deveriam arrasar as suas fortificações em Curiate, Doba e Matara.
Em Janeiro de 1650, Mascate, a última posição Portuguesa na Arábia foi conquistada pelos Omanitas. Com essa perda, Portugal ficava privado de sua última fortaleza na vizinhança do Golfo Pérsico e encerrava-se o chamado "Período Português" no Golfo.

### Da conquista aos nossos dias
Com a conquista, Ormuz foi arrasada pelos persas e, desde então, a ilha tem permanecido desolada e quase desabitada, embora a cidadela portuguesa e os seus tanques de água subterrâneos tenham subsistido. As ilhas de Ormuz, Keshm e outras na região, assim como Bandar Abas e outros portos no litoral de Carmânia, têm sido mantidas pelos Sultões de Omã como feudatários da Pérsia, por mais de um século, até quem em 1854 o último Estado afirmou o seu domínio e ocupou esses lugares à força.

## Características
No século XVI o Forte de Ormuz apresentava planta no formato quadrado. Numa das extremidades da ilha, era dela separada por um fosso. Ao centro, no terrapleno, erguiam-se as edificações de serviço.